# Виправні роботи (адміністративне стягнення)
Виправні роботи — вид адміністративного стягнення, який полягає у праці правопорушника за місцем роботи з певними відрахуваннями у дохід держави.

## Суть і призначення
Виправні роботи, як і у випадку з аналогічним видом кримінального покарання, полягають у праці правопорушника за місцем постійної роботи. Як вид адміністративного стягнення є не дуже поширеним. При цьому в дохід держави відраховується певна сума, яка складає до двадцяти відсотків зарплати. Застосовуються на строк до двох місяців.
Виправні роботи призначаються районним, районним у місті, міським чи міськрайонним судом (суддею), який і визначає термін та розмір стягнень у дохід держави. Строк виправних робіт обчислюється у днях та місяцях. Про застосування цього виду адміністративного стягнення складається постанова, яка надсилається до органу з питань виконання покарань протягом наступного дня після винесення.

## Відбування
Правопорушник працює за своїм місцем роботи, а з його заробітної плати власник установи чи організації, де правопорушник працює, провадить відрахування в дохід держави. 
Відбування виправних робіт обчислюється часом, протягом якого порушник працював, а з якого заробітної плати проводились відрахування. При цьому кількість відпрацьованих днів має бути не меншою за кількість робочих днів, які припадають на календарний строк стягнення. В цей строк зараховується, коли через хворобу, вагітність і пологи чи з інших поважних причин він не працював, але йому відповідно до закону нараховувалася заробітна плата. Якщо ж хвороба викликана сп'янінням, її час до строку не зараховується.
Контроль за виконанням стягнення здійснює уповноважений орган з питань пробації. Він приводить постанову суду про застосування виправних робіт до виконання протягом десяти днів з моменту отримання. Після цього він викликає порушника і роз'яснює йому порядок та умови виконання стягнення, а також наслідки ухилення; і надсилає на підприємство, де працює порушник, копію постанови суду та повідомлення про відрахування частини заробітної плати та її перерахування в дохід держави. З наступного дня після отримання зазначених документів починаються відрахування, які здійснюються з усієї суми заробітку (без виключення з неї податків та інших платежів). 
Щонайменше один раз протягом строку виконання стягнення уповноважений орган з питань пробації проводить контрольну перевірку за місцем роботи порушника. 
В разі виявлення обставин, які унеможливлюють виконання постанови суду, орган з питань пробації вносить до суду подання щодо вирішення питань, пов'язаних з виконанням постанови.
Обов'язками власника організації, установи чи підприємства є:
- правильне і своєчасне провадження відрахувань із зарплати порушника;
- його трудове виховання;
- повідомлення відповідним органам про ухилення порушника від відбування стягнення.

Протягом терміну відбування стягнення правопорушник не має право звільнитися за власним бажанням без дозволу органів, що призначили стягнення, йому не може бути надано чергову відпустку; час відбування виправних робіт не зараховується до загального трудового стажу та до стажу, необхідного для отримання щорічних пільг.
В разі відбуття призначеного судом стягнення (за наявності розрахункових відомостей про час, який було включено у строк стягнення, заробіток та відрахування з нього; при цьому затримка перерахування цих сум не є перешкодою), скасуванням постанови із закриттям справи про адміністративне правопорушення, наявності підстав, що унеможливлюють виконання виправних робіт, смерті порушника або заміни невідбутої частини штрафом або адміністративним арештом, що підтверджено відповідними документами, виконання стягнення у виді виправних робіт припиняється, а порушник знімається з обліку.

## Наслідки ухилення
Якщо правопорушник ухиляється від відбування виправних робіт, за постановою судді невідбутий строк відбування виправних робіт може бути замінено штрафом (у випадку, якщо санкція статті, за якою було накладено стягнення, передбачає можливість застосування штрафу) з розрахунку: один день виправних робіт = один неоподатковуваний мінімум доходів громадян або адміністративним арештом (якщо не передбачає) з розрахунку: один день арешту = три дні виправних робіт, але на термін, не більший за п'ятнадцять діб.